# Kanton Sompuis
Der Kanton Sompuis war bis 2015 ein französischer Wahlkreis im Arrondissement Vitry-le-François, im Département Marne und in der Region Champagne-Ardenne; sein Hauptort war Sompuis, Vertreter im Generalrat des Départements war zuletzt von 1994 bis 2015 Claude Paul.
Der Kanton Sompuis war 309,89 km² groß und hatte (1999) 2.155 Einwohner, was einer Bevölkerungsdichte von 7 Einwohnern pro km² entsprach.

## Gemeinden
Der Kanton bestand aus 13 Gemeinden:
| Gemeinde           | Einwohner Jahr | Fläche km² | Bevölkerungsdichte | Code INSEE | Postleitzahl |
| ------------------ | -------------- | ---------- | ------------------ | ---------- | ------------ |
| Bréban             | 94 (2013)      | –          | – Einw./km²        | 51084      | 51320        |
| Chapelaine         | 51 (2013)      | –          | – Einw./km²        | 51125      | 51290        |
| Coole              | 150 (2013)     | –          | – Einw./km²        | 51167      | 51320        |
| Corbeil            | 95 (2013)      | –          | – Einw./km²        | 51169      | 51320        |
| Dommartin-Lettrée  | 152 (2013)     | –          | – Einw./km²        | 51212      | 51320        |
| Humbauville        | 85 (2013)      | –          | – Einw./km²        | 51296      | 51320        |
| Le Meix-Tiercelin  | 180 (2013)     | –          | – Einw./km²        | 51361      | 51320        |
| Saint-Ouen-Domprot | 196 (2013)     | –          | – Einw./km²        | 51508      | 51320        |
| Saint-Utin         | 89 (2013)      | –          | – Einw./km²        | 51520      | 51290        |
| Sommesous          | 525 (2013)     | –          | – Einw./km²        | 51545      | 51320        |
| Sompuis            | 297 (2013)     | –          | – Einw./km²        | 51550      | 51320        |
| Somsois            | 195 (2013)     | –          | – Einw./km²        | 51551      | 51290        |
| Soudé              | 175 (2013)     | –          | – Einw./km²        | 51555      | 51320        |

## Bevölkerungsentwicklung
| 1962 | 1968 | 1975 | 1982 | 1990 | 1999 | 2012 |
| ---- | ---- | ---- | ---- | ---- | ---- | ---- |
| 2581 | 2749 | 2368 | 2340 | 2258 | 2155 | 2275 |